# 甘粕継成
甘糟 継成（あまかす つぐしげ/つぐなり、天保3年3月12日（1832年4月12日） - 明治2年11月29日（1869年12月31日））は、江戸時代後期（幕末）から明治時代にかけての米沢藩の重臣。家格は侍組平侍。変名は「新保勘左衛門」。備後守。幼名は半蔵・虎之助。号は酔月楼。

## 経歴
甘粕氏は上杉謙信に仕えた重臣・甘糟景継から代々上杉氏に仕えた重臣の家柄である。謙信の養子・上杉景勝の時代に左遷されていたが、その後も米沢藩の重臣として仕えていた。ただし景継のような武勇肌の武士ではなく、学者として仕えていたようであり、継成の父親も米沢藩侍講組として仕えていたようである。
継成は幼い頃から聡明で、藩校・興譲館で学んで才能を発揮し、早くから「神童」と称えられた。そのため藩主・上杉斉憲に仕えて学館典籍に任じられる。文久2年（1862年）からは斉憲と共に京都・江戸に赴き、諸大名や公卿・藩士との交渉を務めた。しかし継成はやはり学者だったようであり、慶応元年（1865年）には御記録頭取に任じられて「西洋通記」・「亜米利加国史」など歴史書の編纂に努めている。
慶応4年（1868年）1月から始まった戊辰戦争では、軍務参謀に任じられて新政府軍と戦い、北越戦争では米沢軍参謀（総督は当初は色部久長、後に千坂高雅に交替）と奥羽越列藩同盟軍参謀（総督は千坂高雅）を任された。　この時の甘糟の日記には米沢藩が越後出兵に至った経緯
、北越戦線での奥羽越同盟軍内での米沢藩の立場、長岡藩・河井継之助、会津藩・佐川官兵衛ら同盟軍重役との軍議及び日々の戦況が克明に記載されている。越後長岡城奪還作戦のために兵員増員を藩に要請して戦ったが、敗れた。その後、米沢藩が新政府に降伏すると謹慎を命じられた。
明治2年（1869年）3月「新保勘左衛門」の変名のまま上京し、麻布の上杉邸に潜伏。この時、まだ500両の懸賞金がかかっていたが、雲井龍雄が土佐藩の毛利恭助宛に書状を送り、新政府出仕への道が開いた。藩費による英学の東京勤学を認められ、慶應義塾の教授・吉田賢輔を介して福澤諭吉や小幡篤次郎らの教えを受ける。4月に入ると14歳の長男・甘粕鷲郎（竹太郎）を上京させ、慶應義塾に入学させた。後に鷲郎は手代木勝任の娘と結婚し、その娘の初子は新島八重の養女となっている。
同年7月、待詔院出仕が決まるがまもなく死去。享年38。

## 著作
前述の他に安政元年（1854年）に着手し、文久2年（1862年）に成稿した『鷹山公偉蹟録』（全21巻）がある。